# Twitch
Twitch е услуга за видеопредаване на живо, разработвана от Twitch Interactive, дъщерна компания на Amazon. Пусната е през юни 2011 г. като разклонение на стрийминг платформата за общи интереси Justin.tv, фокусирайки се главно върху видео игрите, включително излъчване на киберспортове, но също и на изкуства (изобразително, музика и други). Съдържанието на сайта може да се гледа както на живо, така и на запис.
Популярността на Twitch впоследствие засенчва тази на сайта, от който е тръгнал. Към октомври 2013 г. сайтът е посещаван от 45 милиона души,:с. 38 а към февруари 2014 г. вече е считан за четвъртия най-голям източник на интернет трафик в САЩ. Компанията майка на Justin.tv е ребрандирана под името Twitch Interactive, за да акцентира върху изместването на фокуса. Самият Justin.tv е спрян през август 2014 г. В същия месец услугата е купена от Amazon за 970 млн. щ.д., което по-късно довежда до обединяване с абонаментната услуга на компанията – Amazon Prime. След това Twitch придобива Curse (оператор на онлайн общности за видео игри) и въвежда методи за закупуване на игри чрез препратки в стриймовете благодарение на програма, позволяваща на стриймърите да получават комисионна от продажбите на игрите, които играят.
Към 2015 г. в Twitch вече излъчват на живо над 1,5 милиона души, които се гледат от около 100 милиона зрители месечно. Към 2017 г. Twitch все още е водещата услуга за видео стрийминг в САЩ и води убедително пред YouTube Gaming. Към май 2018 г. услугата се използва от 2,2 милиона създатели на съдържание месечно, посещава се от 15 милиона души дневно и разполага с над 27 000 партньорски канала.
От 20 септември 2018 г. сайтът и приложението на Twitch са блокирани в Китай.